# Cascadas Miruša
Cascadas Miruša (en albanés: Ujëvarët e Mirushës; en serbio: Слапови Мируше) son una serie de cascadas en el río Miruša, un afluente del Drin Blanco, en Kosovo, un territorio independiente de facto reclamado por Serbia. Las cascadas han creado cañones y cuevas, y son famosas en toda la región. El río talló un cañón de 10 kilómetros (6 millas) de largo y ha creado 13 ríos lagos con cascadas de agua entre ellos, ganando el nombre de "Plitvice de Metohija". Se trata de uno de los lugares más visitados en el territorio y donde la gente suele ir a nadar. Los muros que rodean las cascadas son de color blanco y el agua del río Miruša es de un color marrón sucio. Las cascadas de las cuevas también son populares entre los visitantes. La catarata más alta, entre el sexto y séptimo lago, tiene de 22 metros (72 pies) de alto. 

## Galería

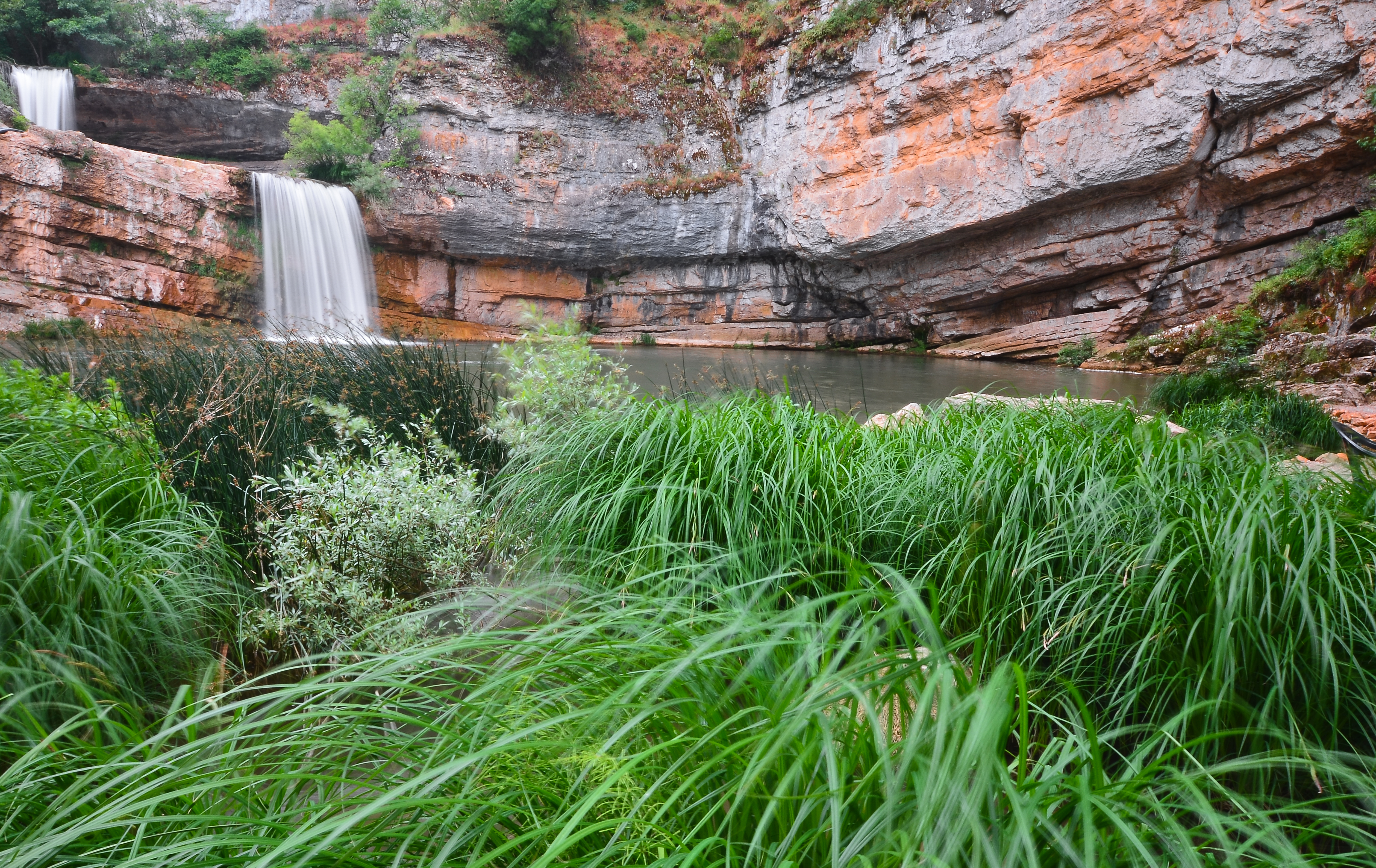
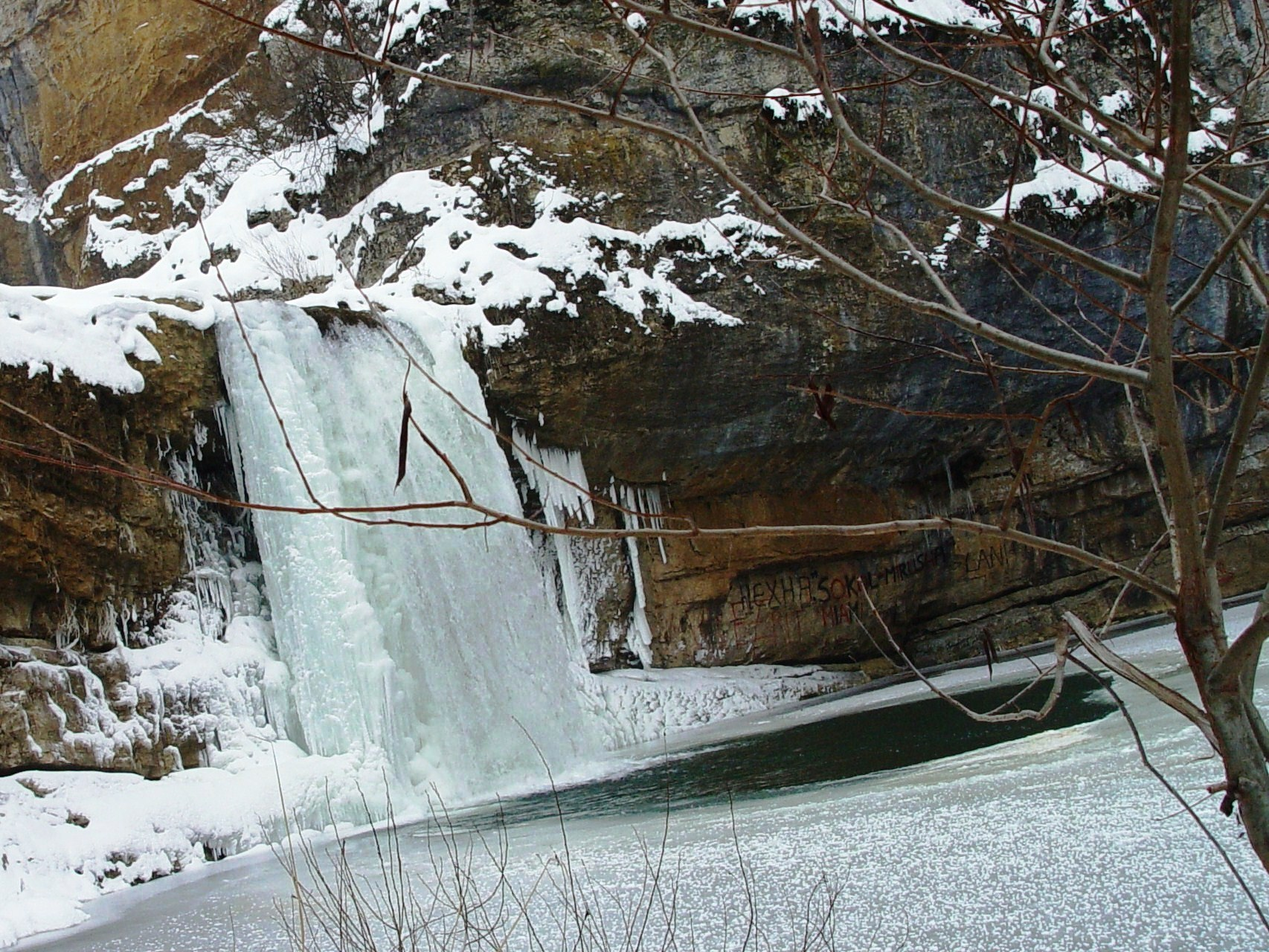
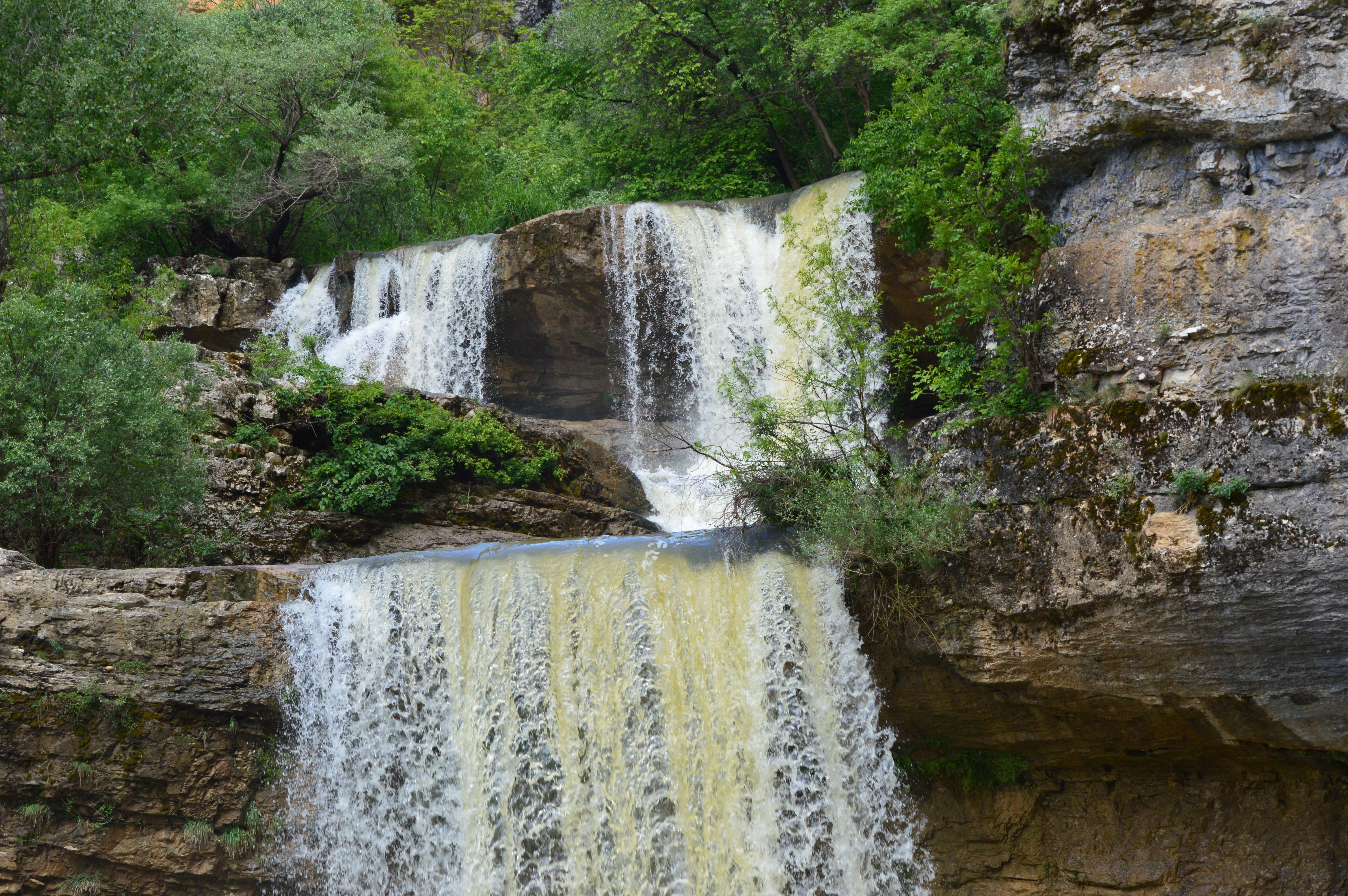
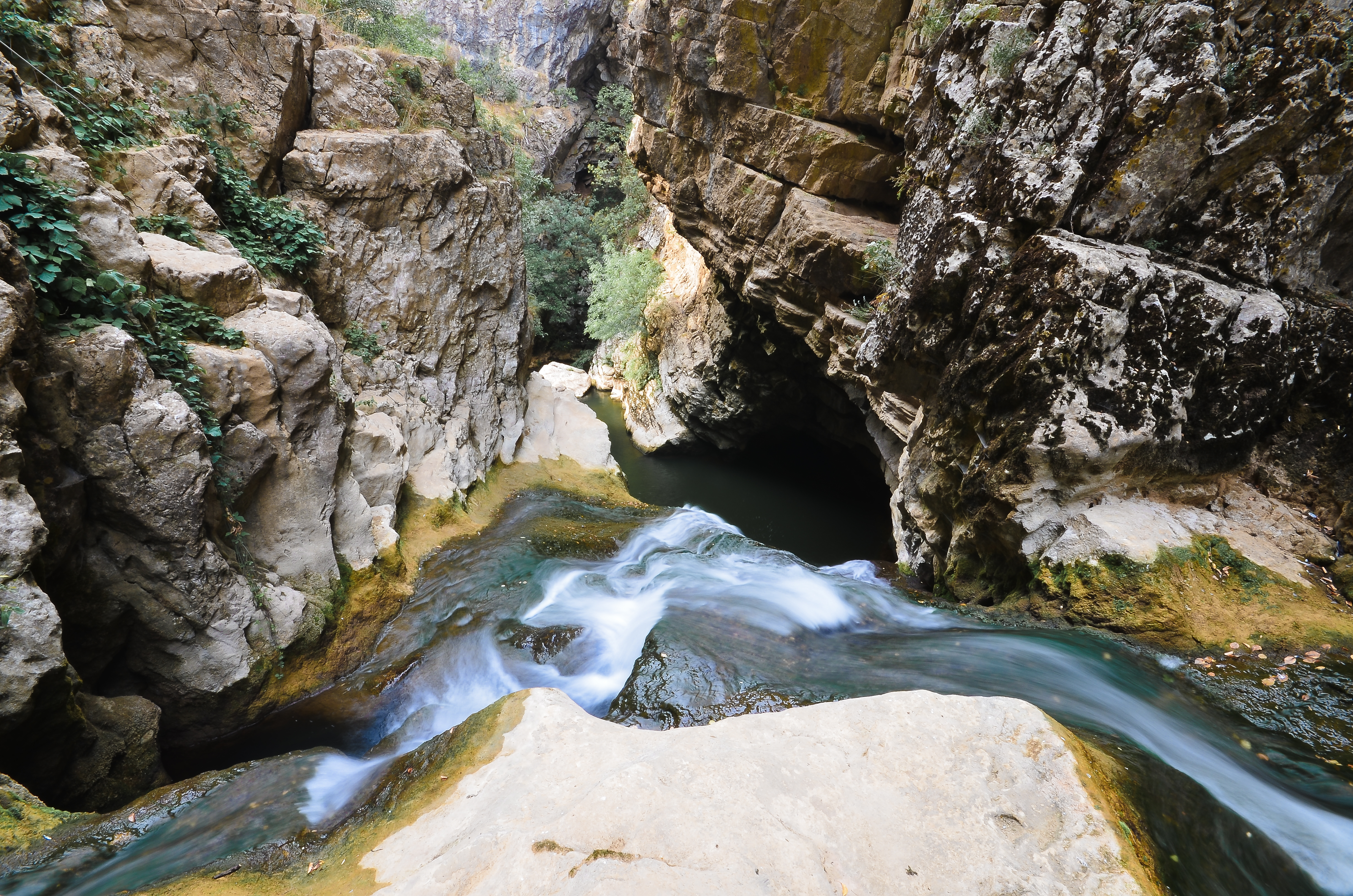
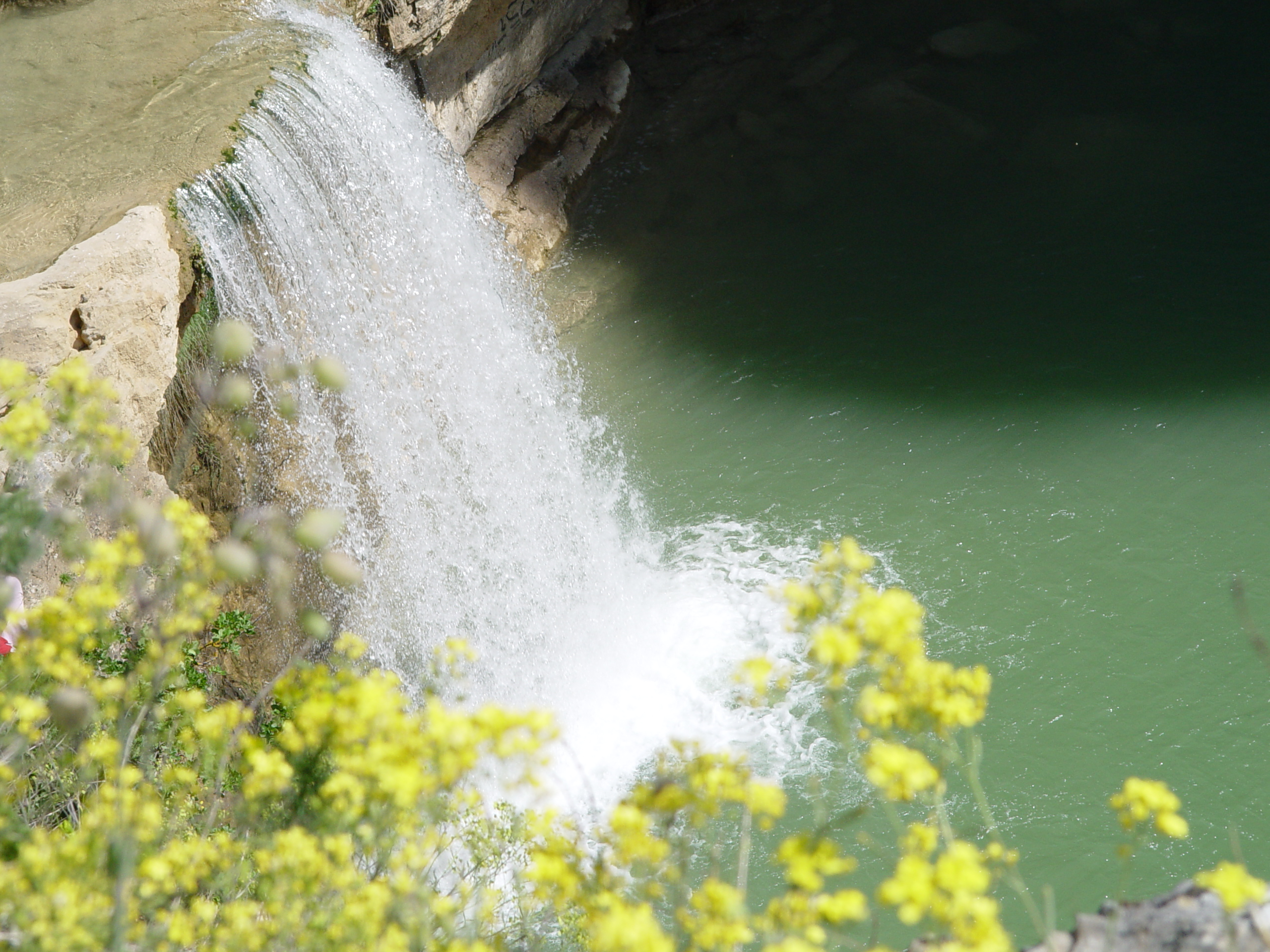
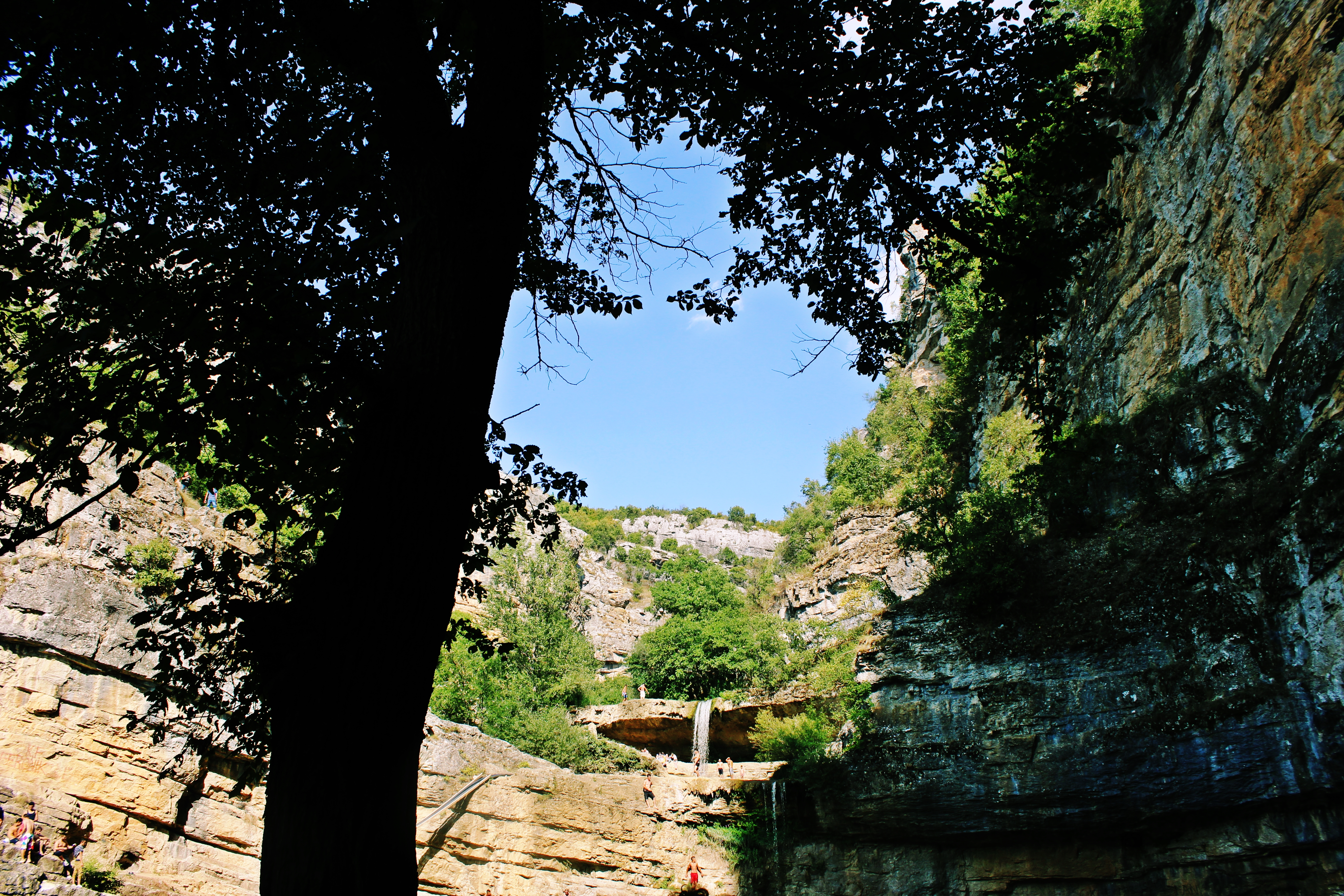